# Гырник
Гырник (рум. Gârnic, чеш. Gerník, нем. Weitzenried, венг. Szörénybúzás) — коммуна и крупное село в Румынии.

## География
Коммуна Гырник находится на юго-западе Румынии, административно входит в жудец Караш-Северин. В состав коммуны, помимо собственно Гырника, включено также село Падина-Матей. Расположена в 15 километрах севернее Дуная, в Банатских горах, на высоте ок. 600-750 метров над уровнем моря. Значительная часть территории коммуны входит в состав национального парка «Железные ворота».
Гырник является в Румынии крупнейшим из шести поселений расселения банатских чехов.

## История
Поселение Гырник было основано в 1827 году чешскими военными поселенцами из Богемии, входившей в то время - как и территория Баната - в состав Австрийской империи. Местное название тогда его было Weitzenried. После преобразования государства в Австро-Венгрию Банат, и с ним также Гырник, был включён в состав венгерской части империи. В 1910-е годы, после принятия закона о мадьяризации географических названий, поселение получило наименование Szörénybúzás ( 1911 года). После окончания Первой мировой войны и передачи этой части Баната Румынии в 1923 году Гырник получил, согласно уже румынской традиции, нынешнее название.
Несмотря на резкое сокращение за последние годы населения Румынии, чешское население Гырника составляет крупнейшую его общину в стране, село Падина-Матей - румыноязычное.

## Экономика
Основными источниками доходов местного населения является сельское хозяйство и туристический сервис. Добыча полезных ископаемых в горах и традиционный отжиг известняка играют подчинённую роль.

## Дополнения
- karpatenwilli.com
- banat.cz